# Bartolomeu Serra Martí
Bartomeu Serra Martí (Alcúdia, 1919 - Mallorca, 2006) fou un historiador mallorquí i Fill Predilecte de la ciutat d'Alcúdia.
Estudià magisteri i obtení el títol de mestre de primera ensenyança a l'Escola Normal de Palma.
Es llicencià en dret per la Universitat de Barcelona. Nomenat secretari de l'Ajuntament d'Alcúdia, va desenvolupar una tasca que companginava amb la recerca històrica, principalment en conèixer millor la història local.
Al llarg de la seva vida ha escrit moltes obres sobre la història de la ciutat. Fou pregoner de les festes de Sant Jaume d'Alcúdia l'any 1988. El 25 de setembre de 1999 fou nomenat Fill Predilecte d'Alcúdia.
El Casal de Ca'n Fondo (antigament Ca'n Castell)i actual Arxiu Municipal d'Alcúdia- duu el seu nom en honor seu.
Va tenir dos fills que han continuat amb la seva tasca històrica:
Bartomeu Jaume Serra Cifre, Físic (1954) i Francisca Maria Serra Cifre, historiadora.(1958)